# 胡繼美
胡繼美（16世紀—17世紀），字秀文，又字中在，江西饒州府鄱陽縣人，明朝政治人物。

## 生平
胡繼美是萬曆三十四年（1606年）丙午科江西鄉試第二十九名舉人，萬曆三十八年（1610年）成進士，獲授東莞知縣。他廉潔自持，縣內徵收牛稅魚稅作縣費和監費，令人民困苦，他立刻裁免縣費抵銷督監，解除積困，很快得推舉卓異，因父親逝世歸鄉。
服喪結束後，胡繼美補任漳浦知縣，在當地剿滅盜賊、賑濟饑荒，再歷任吏部考功、稽勳、文選三司郎中，天啓元年（1621年）主持河南鄉試稱得人；當時魏忠賢聲勢囂張，他卻能不被怪罪，人們都佩服其智慧。不久他乞假回鄉，年多後起用為大理左丞，適逢母親逝世，哀勞成疾而死，在鄉賢祠祭祀。

## 家族
曾祖胡相，東安縣知縣。祖胡軔，淮府引禮。父胡士望。母鄧氏。具慶下。兄胡舜胤，同榜進士；繼志；繼铨，丁酉贡士；繼善；繼愈；弟繼禄，监生